# Stella Adler

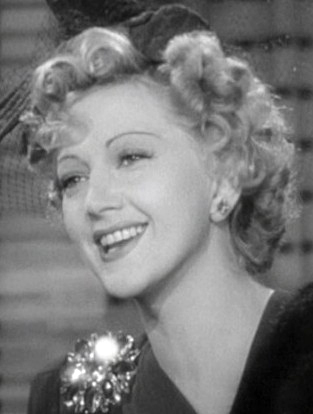
Stella Adler in Der Schatten des dünnen Mannes (1941)

Stella Adler (* 10. Februar 1901 in New York City; † 21. Dezember 1992 in Los Angeles) war eine US-amerikanische Bühnen- und Filmschauspielerin sowie Schauspiellehrerin. Adler war eine Schülerin von Konstantin Sergejewitsch Stanislawski und später selbst Schauspiellehrerin zahlreicher bekannter Schauspielgrößen.

## Leben und Werdegang
Stella Adler stammte aus einer jüdisch-amerikanischen Schauspielerfamilie, deren Wurzeln in der Ukraine lagen: Ihr Vater Jacob P. Adler (1855–1926) war ein Darsteller des jiddisch-amerikanischen Theaters. Auch ihre Mutter Sara Adler, geb. Levitskaya, ihre fünf Geschwister (Jay, Luther, Julia, Frances, Florence) und ihr Halbbruder Charles waren Schauspieler auf der jiddischen Bühne in New York.
Adlers Bühnenlaufbahn begann im Alter von fünf Jahren in Produktionen ihres Vaters. 1919 ging Stella Adler für ein Jahr nach London. Die Jahre von 1920 bis 1930 verbrachte sie auf Bühnentournee in den USA, Europa und Südamerika, wobei sie in Theater des Vaudevilles ebenso auftrat wie auf jiddischen Bühnen.
Im Yiddish Art Theatre in New York fand sie unter Maurice Schwartz als Leading Lady erste Anerkennung.
Um 1930 studierte sie neben ihrer Bühnentätigkeit am American Laboratory Theatre, das Richard Boleslavsky und Maria Ouspenskaya im Jahr 1925 gegründet hatten. Die beiden Gründer waren ehemalige Mitglieder des Moskauer Künstlertheaters, die ihre Schüler nach einer frühen Version der Lehre des russischen Schauspielers und Theaterreformers Stanislawski unterrichteten.
1931 begegnete Adler, ebenfalls im America Laboratory Theatre, dem Regisseur und Kritiker Harold Clurman, mit dem sie in zweiter Ehe von 1943 bis 1960 verheiratet war. Clurman gründete 1931 – gemeinsam mit Cheryl Crawford und Lee Strasberg – das New Yorker Group Theatre, das sich ebenfalls auf die Lehre von Stanislawski stützte, aus der sich die Method Acting entwickelte. Das Group Theatre führte den Naturalismus ins amerikanische Theater ein. Im Frühjahr 1931 schloss Adler sich dieser Gruppe an, reiste – nachdem sie Stanislawski während eines Besuchs in Paris persönlich kennengelernt hatte – nach Russland, um fünf Wochen lang am Moskauer Künstlertheater und als Stanislawskis Privatschülerin zu studieren. Neben Michael Tschechow und Ryszard Bolesławski war sie eine der wenigen Amerikaner, die bei Stanislawski studiert haben. Als sie im August 1934 nach New York zurückkehrte, war sie überzeugt, dass Strasberg die Methode Stanislawskis nicht verstanden habe und falsch interpretierte. Einige ihrer Kollegen – darunter Sanford Meisner, Phoebe Brand, Margaret Barker und Robert Lewis – folgten ihrer Argumentation, Strasberg jedoch ließ sich nicht überzeugen. Dieser Gegensatz sorgte für eine lebenslange Rivalität zwischen Strasberg und Adler, die das Group Theatre aus diesem Grunde 1935 wieder verließ. Gelegentlich kehrte sie für eine Rolle zurück, aber nach 1937 wandte sie sich endgültig ab.
Trotz der Konflikte mit Strasberg hatte Stella Adler während der Arbeit mit dem Group Theatre einige ihrer besten schauspielerischen Leistungen gezeigt, besonders in Clifford Odets’ Stück Awake and Sing, in dem sie die Rolle der Bessie Berger spielte. Nach ihrer Rückkehr aus Moskau begann sie, Schauspielunterricht zu geben. Unter ihren ersten Schüler waren Margaret Barker, Sanford Meisner, Robert Lewis und Elia Kazan.
Stella Adlers Karriere litt unter ihrer jüdischen Herkunft: Obwohl überproportional viele Filmproduzenten in Hollywood selbst jüdischer Herkunft waren, mussten jüdische Darsteller bis in die 1960er Jahre hinein ihre offensichtlich jüdischen Namen durch Künstlernamen ersetzen, wenn sie Erfolg haben wollten. Auch Stella Adler nannte sich, als sie nach Hollywood ging, Stella Ardler. 1937 wirkte sie an der Seite von John Payne in dem von Emanuel Cohen produzierten Filmlustspiel Love on Toast mit. Regie in diesem Film führte der nach der nationalsozialistischen Machtergreifung aus Deutschland emigrierte Ewald André Dupont. Nach vierjähriger Pause folgte 1941 eine Rolle in der MGM-Produktion Der Schatten des dünnen Mannes. Der dritte und letzte Film, in dem Stella Adler mitwirkte, war My Girl Tisa, ein Emigrantendrama mit Lilli Palmer, Sam Wanamaker und Akim Tamiroff, in dem Adler wieder nur eine Nebenrolle erhielt.
Anfang der 1940er Jahre verließ Adler Hollywood und arbeitete am Broadway und in London als Schauspielerin und als Regisseurin. Daneben begann sie am Dramatic Workshop zu unterrichten, einer Gründung von Erwin Piscator aus dem Jahr 1940 an der New School for Social Research. 1949 gründete sie eine eigene Schule, das Stella Adler Theatre Studio, das später den Namen Stella Adler Conservatory of Acting erhielt und als Stella Adler Studio of Acting weiterhin besteht.
Stella Adler heiratete in erster Ehe in London den Geschäftsmann Horace Oliashev, den sie schwanger verließ; 1930 wurde Ellen Adler geboren, die ebenfalls Schauspielerin wurde. In dritter Ehe heiratete Adler den Schriftsteller Mitchell A. Wilson († 1973).
Zu Adlers Freundeskreis zählten unter anderem die Komponisten Aaron Copland, Milton Babbitt, Leonard Bernstein und Oscar Levant, der Kritiker Irving Howe, der Schriftsteller Irwin Shaw, der Maler Jacques Lipchitz und die Schauspieler Joseph Schildkraut, Franchot Tone und John Garfield.
Stella Adlers Grab befindet sich auf dem Mount Carmel Cemetery in Glendale im New Yorker Stadtteil Queens.

## Methode Stanislawski
Indem Stella Adler die Methode Stanislawskis vermittelte – die gleichbedeutend ist mit dem realistischen Schauspiel – wurde sie zu einer einflussreichen Schauspiellehrerin des 20. Jahrhunderts. Ihre Interpretation des Method Acting wich von Strasbergs so weit ab, dass einige ihrer Schüler es ablehnten, ihren Arbeitsstil überhaupt mit dem von Strasberg geprägten Namen Method Acting in Verbindung zu bringen. Vor allem legte Adler es ihren Schülern nahe, für eine glaubwürdige Darstellung diejenigen Stimmungen auszunutzen, die sich ihnen durch die anderen Schauspieler auf der Bühne boten, und nicht – wie Strasberg es empfahl – aus dem Reservoir ihrer persönlichen Erinnerungen zu schöpfen. Strasberg hielt seine Schüler dazu an, für die überzeugende Darstellung einer Rolle in ihren privaten Erinnerungen zu forschen („technique of substitution“), was diese nach Adlers Überzeugung in die zwiespältige Lage versetze, gleichzeitig über das eigene Leben nachzudenken und eine fremde Person zu verkörpern. Stanislawski habe sie gelehrt: Die Quelle des Schauspiels ist Imagination, und der Schlüssel zu seinen Problemen ist Echtheit, Echtheit in den Umständen des Stücks. Nach Strasbergs Tod erklärte Adler: Dieser Mann hat das amerikanische Theater um 100 Jahre zurückgeworfen.
Zu Stella Adlers Schülern gehörten Marlon Brando, Jocelyn Brando, Roy Scheider, Warren Beatty, Harvey Keitel, Martin Sheen, Robert De Niro, Candice Bergen, Bud Cort, Vincent D’Onofrio, Kate Mulgrew, Christoph Waltz, Eric Stoltz und Benicio del Toro.

## Auszeichnungen
- 1991: Aufnahme in die American Theater Hall of Fame
- 2006: Stern auf dem Hollywood Walk of Fame beim 6773 Hollywood Blvd.[4]

## Bühnenauftritte (Auswahl)
- 1906: Broken Hearts
- 1907: Richard III.
- 1919: Elisha Ben Avia (in London)
- 1924: The World We Live In
- 1926: The Straw Hat
- 1927: Big Lake
- 1931: The House of Connelly
- 1932: Night Over Taos
- 1932: Success Story
- 1933: Big Night
- 1933: Hilda Cassidy
- 1934: Gentlewoman
- 1934: Gold Eagle Guy
- 1935: Awake and Sing!
- 1935: Paradise Lost
- 1943: Sons and Soldiers
- 1944: Pretty Little Parlor
- 1946: He Who Gets Slapped

## Regie (Auswahl)
- 1943: Manhattan Nocturne
- 1952: Sunday Breakfast

## Filmografie
- 1937: Love on Toast, Regie: E. A. Dupont
- 1941: Der Schatten des dünnen Mannes. Regie: W. S. Van Dyke
- 1948: My Girl Tisa, Regie: Elliott Nugent

## Dokumentation
- 2000: Stella Adler: Awake & Dream

## Veröffentlichungen
- The Technique of Acting. Bantam, New York 1990, ISBN 0-553-34932-5.
- The Art of Acting. Applause Books, 2000, ISBN 1-55783-373-7.
- Stella Adler on Ibsen, Strindberg, and Chekhov. Vintage, 2000, ISBN 0-679-74698-6.
- Die Schule der Schauspielkunst. Henschel, Leipzig 2005, ISBN 3-89487-506-2.